# Боровик Дмитро Олексійович
Дмитро́ Олексі́йович Борови́к (нар. 14 березня 1988 — 22 серпня 2014) — солдат Збройних сил України, учасник російсько-української війни.

## Біографія
Народився 1988 року в місті Київ. Закінчив київську ЗОШ № 316. Проходив строкову службу в лавах ЗСУ. Працював машиністом електропоїздів електродепо «Оболонь» Київського метрополітену. Уболівальник ФК «Динамо». Активний учасник Революції гідності.
З 16 травня 2014-го — доброволець, стрілець 2-го взводу охорони 2-ї роти 12-го батальйону територіальної оборони «Київ».
22 серпня 2014-го бійці батальйону перебували на бойових позиціях в Жовтневому районі Луганська (Червоний Яр). Приблизно о 4-й годині ранку по їхніх позиціях терористи відкрили залповий вогонь з танка, Дмитро здійснював патрулювання із службовим собакою, тоді ж загинув Олег Войтенко. Шість бійців зазнали поранень, з них — двоє танкістів 24-ї бригади.
Похований у Києві на Берковецькому кладовищі.
Без Дмитра лишились батько, дядько, бабусі.

## Нагороди та вшанування
За особисту мужність і героїзм, виявлені у захисті державного суверенітету та територіальної цілісності України, вірність військовій присязі під час російсько-української війни, відзначений — нагороджений
- орденом «За мужність» III ступеня (14.3.2015, посмертно)
- в київській ЗОШ № 316 відкрито меморіальну дошку[1]
- Його портрет розміщений на меморіалі «Стіна пам'яті полеглих за Україну» у Києві: секція 3, ряд 5 місце 12
- Вшановується 22 серпня на щоденному ранковому церемоніалі вшанування українських захисників, які загинули цього дня у різні роки внаслідок російської збройної агресії[2]
- в серпні 2015 року у Бердичеві на території 26-ї артилерійської бригади відкрили пам'ятник воїнам, які загинули в ході проведення російсько-української війни — серед них й ім'я Дмитра Боровика[3]